# Toliaranella griswoldi
Espèce
Toliaranella griswoldi est une espèce de pseudoscorpions de la famille des Feaellidae.

## Distribution
Cette espèce est endémique de la région Anôsy à Madagascar. Elle se rencontre dans le parc national d'Andohahela.

## Description
Le mâle holotype mesure 1,62 mm et la femelle paratype 2,04 mm, les mâles mesurent de 1,54 à 1,67 mm et les femelles de 1,96 à 2,24 mm.

## Systématique et taxinomie
Cette espèce a été décrite par Lorenz, Loria, Harvey et Harms en 2022.

## Étymologie
Cette espèce est nommée en l'honneur de Charles Edward Griswold.

## Publication originale
- Lorenz, Loria, Harvey & Harms, 2022 : « The Hercules pseudoscorpions from Madagascar: A systematic study of Feaellidae (Pseudoscorpiones: Feaelloidea) highlights regional endemism and diversity in one of the “hottest” biodiversity hotspots. » Arthropod Systematics & Phylogeny, vol. 80, p. 649-691.